# Andrena plumosella
Andrena plumosella är en biart som beskrevs av Gusenleitner och Schwarz 2002. Andrena plumosella ingår i släktet sandbin, och familjen grävbin. Inga underarter finns listade i Catalogue of Life.